# 巴爾萊本二湖

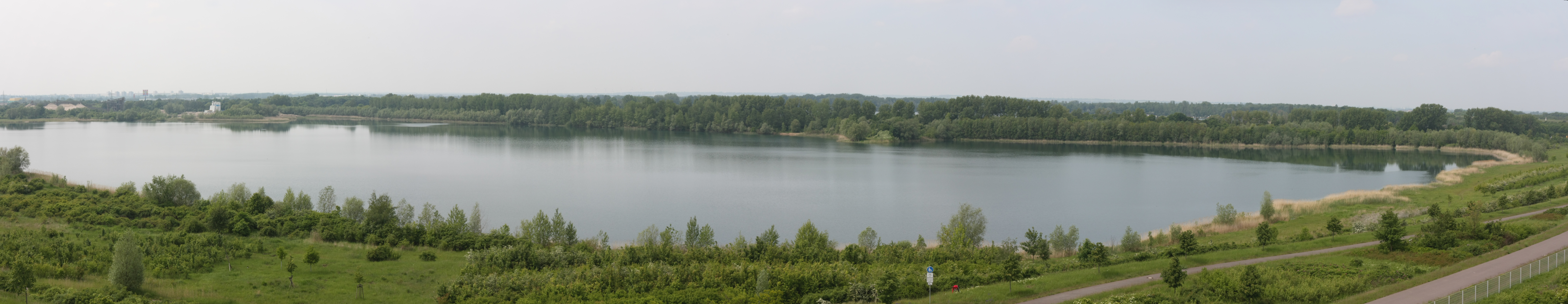

52°13′13″N 11°39′56″E / 52.22028°N 11.66556°E
巴爾萊本二湖（德語：Barleber See II），是德國的湖泊，位於該國東北部，由薩克森-安哈爾特州負責管轄，處於馬格德堡，面積0.51平方公里，海拔高度41米，平均水深5.5米，最大水7米，水體容量281萬立方米。